# Вишневський Олександр Васильович
Вишне́вський Олекса́ндр Васи́льович (рос. Вишневский Александр Васильевич; 23 серпня 1874 — 13 листопада 1948) — російський і радянський військовий хірург, академік АМН СРСР. Творець знаменитої лікувальної мазі й засновник династії лікарів.

## Біографія
Народився 23 серпня 1874 року в селі Новоолександрівка (нині село Нижній Чирюрт Кизилюртівського району Дагестану). Росіянин. Середню освіту отримав в Астраханській гімназії, після закінчення якої став студентом Імператорського Казанського університету. В 1899 році з відзнакою закінчив медичний факультет університету.
Після закінчення університету протягом року працював понадштатним ординатором хірургічного відділення Олександрівської лікарні Казані. У 1900—1901 роках він — понадштатний прозектор кафедри оперативної хірургії з топографічною анатомією, у 1901—1904 роках — прозектор кафедри нормальної анатомії, у 1904—1911 рр. — приват-доцент кафедри топографічної анатомії.
У 1905 році А. В. Вишневський відряджається за кордон для оволодіння методами урологічних досліджень. З 1 квітня 1908 по 15 січня 1909 року проходило його друге закордонне відрядження з метою вивчення сечостатевої системи та хірургії мозку. У Німеччині він відвідав клініки відомих німецьких хірургів А. Біра, В. Кьорте, Г. Гільдебранда. Удосконалюючи свої знання з нейрохірургії в Парижі, відвідував лабораторію І. І. Мечникова в Пастерівському інституті, де виконав дві наукові роботи.
З 1910 року вів курс загальної хірургічної патології і терапії. У квітні 1912 року його обирають екстраординарним професором кафедри хірургічної патології. З 1916 року — завідувач кафедри госпітальної хірургії.
У роки Першої світової війни А. В. Вишневський веде практично без помічників два хірургічних курси — хірургічної патології і госпітальної клініки, одночасно є старшим лікарем шпиталю Казанського відділу Всеросійського земського союзу, лікарем-консультантом шпителів Казанського біржового і купецького товариства, лікарем лазарету Казанського навчального округу.
У 1918 році О. В. Вишневський призначений старшим лікарем Першої радянської лікарні Казані. Протягом 1918—1926 років очолював обласну лікарню Татарської АРСР. З 1926 по 1934 роки завідував факультетською хірургічною клінікою.
Наприкінці 1934 року переїздить до Москви. Тут він обирається завідувачем хірургічної клініки Центрального інституту удосконалення лікарів (ЦІУЛ), входить до складу АМН СРСР.
На базі клініки у 1947 році був створений Інститут експериментальної та клінічної хірургії й А. В. Вишневський став його директором. Того ж року його обрали дійсним членом АМН СРСР.
Помер 13 листопада 1948 року. Похований на Новодівочому цвинтарі Москви.

## Відомі учні
- Сабельников Іван Іванович — заслужений лікар Удмуртії.

## Нагороди і почесні звання
Нагороджений орденами Леніна (1944), Трудового Червоного Прапора (1943) і медалями.
Лауреат Сталінської премії 2-го ступеня (11.04.1942). Заслужений діяч науки РРФСР (27.04.1934).

## Пам'ять
У 1949 році одна з центральних вулиць Казані — Перша Академічна — була перейменована у вулицю Вишневського. Ім'я вченого з 1936 року носить хірургічна клініка Казанського медичного університету, в якій створена меморіальна кімната. На будівлі 6-ї міської клінічної лікарні встановлено барельєф Олександра Васильовича.
У 1971 році в Казані на розі вулиць Толстого і Бутлерова встановлено скульптурне погруддя А. В. Вишневського (скульптор В. Рогожин, архітектор О. Споріус).
У Москві перед інститутом його імені встановлено погруддя роботи С. Коньонкова.